# Angiografia coronària
Un angiograma coronari és un procediment que fa servir imatges de rajos X (radiografia) per veure els vasos sanguinis del cor del pacient. Els angiogrames coronaris són part d'un grup general de procediments coneguts com a cateterisme cardíac.
Els procediments de cateterització cardíaca poden tant diagnosticar com tractar afeccions cardíaques i vasculars. Un angiograma coronari pot ajudar a diagnosticar afeccions cardíaques, l'angiograma coronari és el procediment de cateterisme cardíac més comú.
Durant un angiograma coronari, s'injecta en els vasos sanguinis del cor del pacient un contrast radiològic que és visible mitjançant una màquina de rajos X. La màquina pren ràpidament una sèrie d'imatges (angiogrames), que ofereixen una vista detallada de l'interior dels vasos sanguinis. Si és necessari, el metge pot dur a terme altres procediments, com una angioplàstia, durant l'angiograma coronari.